# 莫克沙人
莫克沙人属于芬兰-乌戈尔人中伏尔加芬兰人之下的一个分支。他们的母语为莫克沙语，为莫爾多瓦語支中仅存的两个语言之一。他们与说埃尔齐亚语的埃尔齐亚人被外族统称为莫尔多瓦人，尽管他们认为是两个分开的民族。俄罗斯境内莫克沙人的总数大约为28万人，他们主要居住在俄罗斯伏尔加河及奧卡河支流莫克沙河沿岸。多数莫克沙人信东正教，也有信路德宗和异教的。

## 人口数量
由于苏联及俄罗斯把莫克沙人和埃尔齐亚人统称为莫尔多瓦人，在人口普查中没有区分开来。在2002年俄罗斯人口普查中，有843350名莫尔多瓦人。有学者调查研究后认为莫尔多瓦人中大约三分之一为莫克沙人，三分之二为埃尔齐亚人。由此推算，莫克沙人的数量大约为28万人。但并非所有的莫克沙人都能流利地说莫克沙语，2002年的人口普查中，只有59.5%的莫尔多瓦人声称他们的母语是莫克沙语或埃尔齐亚语。